# Sdružení pro Místní Správu
Sdružení pro Místní Správu (zkratka SMS) je česká politická strana oficiálně zaregistrovaná 18. června 2018.

## Vedení strany
Předsedkyní strany SMS je od září 2024 Michaela Vondráčková.

## Účast ve volbách

### Volby do zastupitelstev obcí

#### Rok 2018
Ve volbách do zastupitelstev obcí v roce 2018 strana získala celkem jeden mandát (v Zastupitelstvu MČ Praha – Dolní Počernice).

#### Rok 2022
Ve volbách do zastupitelstev obcí v roce 2022 strana SMS obdržela celkem pět mandátů (v Zastupitelstvu MČ Praha – Dolní Počernice).

### Volby do zastupitelstev krajů

#### Rok 2024
Ve volbách do zastupitelstev krajů v roce 2024 měla strana původně kandidovat do Zastupitelstva Středočeského kraje. Lídrem kandidátky měl být architekt Dominik Landkammer. Před registrací kandidátní listiny však byli zmocněncem strany odvoláni všichni kandidáti, a kandidátní listina tak přestala splňovat zákonné náležitosti.

## Volební výsledky

### Zastupitelstva obcí
| Volby | Mandáty | Mandáty |
| Volby | Zvoleno | ±       |
| ----- | ------- | ------- |
| 2018  | 1/61950 | ▲1      |
| 2022  | 5/61780 | ▲4      |

### Zastupitelstva krajů
| Volby | Kraj             | Kandidátní listina         | Hlasy                                 | Hlasy                                 | Mandáty                               | Mandáty                               |
| Volby | Kraj             | Kandidátní listina         | Celkem                                | %                                     | Mandáty                               | Mandáty                               |
| Volby | Kraj             | Kandidátní listina         | Celkem                                | %                                     | Zvoleno                               | ±                                     |
| ----- | ---------------- | -------------------------- | ------------------------------------- | ------------------------------------- | ------------------------------------- | ------------------------------------- |
| 2024  | Středočeský kraj | Sdružení pro Místní Správu | Strana se voleb nakonec nezúčastnila. | Strana se voleb nakonec nezúčastnila. | Strana se voleb nakonec nezúčastnila. | Strana se voleb nakonec nezúčastnila. |